# Psychotria barensis
Psychotria barensis är en måreväxtart som beskrevs av Kurt Krause. Psychotria barensis ingår i släktet Psychotria och familjen måreväxter. Inga underarter finns listade i Catalogue of Life.